# 前田直時

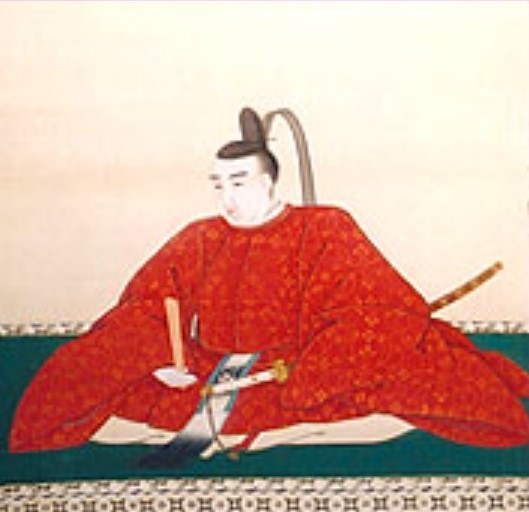
前田直時像

前田 直時（まえだ なおとき、寛政6年（1794年）4月 - 文政11年8月7日（1828年9月15日））は、江戸時代後期の加賀藩士。加賀八家筆頭前田土佐守家の7代当主で、6代・前田直方の孫。父は前田直養。母の名は不明。子に前田直良。通称主税。
藩主前田斉広の信頼篤く、長さ数メートルにも及ぶ長文の手紙を送られたり、参勤交代の苦労について愚痴をこぼされるなど信頼され、隠居城である竹沢御殿の造営を任せられた。斉広はよほど直時を手元においておきたかったようで、隠居後に直時を専属の年寄に任じている。御殿造営について議論する姿が前田直時等画像に描かれている。このほか奥方と並んで描かれた、当時としては大変珍しい肖像も残る。